# Scutiger brevipes
Scutiger brevipes är en groddjursart som först beskrevs av Liu 1950.  Scutiger brevipes ingår i släktet Scutiger och familjen Megophryidae. IUCN kategoriserar arten globalt som otillräckligt studerad. Inga underarter finns listade i Catalogue of Life.